# 里克桑萨尔
里克桑萨尔（法語：Rixensart，法語發音：[ʁiksɑ̃saʁ] ⓘ）是比利时瓦隆大区瓦隆布拉班特省的一个市镇，北与弗拉芒布拉班特省接壤，通行法语，是比利时法语社群的一部分，人口22,401人（2018年1月1日）。

## 地名
该地名“Rixensart”为法语名，《世界地名翻译大辞典》与《世界地名译名词典》误将其当作荷兰语名而误译作“里克森萨特”。

## 友好城市
- 法國 勒图凯-巴黎普拉日